# Heinrich Büggeln
Heinrich Büggeln (* 14. April 1870 in Blumenthal; † 1945) war Oberingenieur und Abteilungsleiter bei der AEG in Stuttgart und Verfasser mehrerer Schriften zur Elektrizitätswirtschaft.
Darüber hinaus war er Mitinhaber der Überlandzentrale Hohebach. 1916 griff er zusammen mit Georg Klingenberg die aus den 1890er Jahren stammende Idee Oskar von Millers zu einer Landesversorgung mit Elektrizität auf. 

## Veröffentlichungen
- Die Anwendung der Elektrizität in der Landwirtschaft. Leipzig, 1913[1]
- Elektrische Großwirtschaft unter staatlicher Mitwirkung in Württemberg. Stuttgart, 1916[1]
- Die Elektrizität in Haushalt u. Gewerbe ihre Erzeugung u. Fortleitung, sowie ihre Anwendung. Leipzig, 1916[1]
- Die Entwicklung der öffentlichen Elektrizitätswirtschaft in Deutschland. Stuttgart, 1930[1]
- Landwirtschaftliche Überlandzentralen für kleinbäuerliche Betriebe
- Der Anschluss von Gleichstromwerken an Überlandnetze